# 阿卓糖
阿卓糖（英語：Altrose）是一種己糖，D-阿卓糖在自然界中不存在。可溶於水，略溶於甲醇。而L-阿卓糖已可從溶纖維丁酸弧菌（Butyrivibrio fibrisolvens）的變種中分離出來。
阿卓糖是甘露糖的C-3差向異構體。
| 多种形式D-阿卓糖的哈沃斯透视式。                                                                         |
| 多種形式D-阿卓糖的哈沃斯透視式。分别为： - α-D-吡喃阿卓糖 β-D-吡喃阿卓糖 - α-D-呋喃阿卓糖 β-D-呋喃阿卓糖 |